# Terentius Clemens
Terentius Clemens war ein klassischer römischer Jurist des 2. Jahrhunderts, der unter den Kaisern Hadrian und Antoninus Pius wirkte. Auf ihn geht die Schrift Ad legem Iuliam et Papiam libri XX zurück, Kommentarliteratur zur lex Iulia et Papia aus dem frühen Prinzipat. In den Digesten sind davon fünfunddreißig Fragmente erhalten.
Terentius Clemens war ein Zeitgenosse und Berufskollege Julians, den er lobend erwähnt, weshalb vermutet wird, dass er ebenfalls der Rechtsschule der Sabinianer angehörte und ihm der Kontakt zu Hadrian von Julian vermittelt wurde.
Erläutert werden Clemens’ Ansichten in der Abhandlung Ad legem Juliam et Papiam Poppaeam commentarius, quo multa juris auctorumque veterum loca explicantur, emendantur, atque illustrantur des Rechtshistorikers Johann Gottlieb Heineccius. Heineccius hatte alle verfügbare Literatur zur augusteischen Gesetzesvorlage gesammelt und ausgewertet.